# Литовченко Олександр Олегович
Олекса́ндр Оле́гович Лито́вченко — солдат Збройних сил України, учасник російсько-української війни.

## Бойовий шлях
Контужений у бою вранці 13 липня 2014-го біля Амвросіївки — колона з 30 машин з набоями за пів години після початку руху потрапила під обстріл з мінометів. Терористи цілилися в першу й останню машини, щоб зупинити всю колону. За наказом старшого прапорщика Храпова п'ятьом солдатам вдалося сісти до кузова вантажівки, сам Храпов перебував у кабіні. Після від'їзду автівку накрило вибуховою хвилею, вона перекинулася. Згодом поранених бійців вивезли, по тому вертольотом їх доставили до госпіталю.

## Нагороди
8 серпня 2014 року — за особисту мужність і героїзм, виявлені у захисті державного суверенітету та територіальної цілісності України, вірність військовій присязі під час російсько-української війни, відзначений — нагороджений орденом «За мужність» III ступеня.